# Anacroneuria isleta
Anacroneuria isleta är en bäcksländeart som beskrevs av Bill P.Stark 1994. Anacroneuria isleta ingår i släktet Anacroneuria och familjen jättebäcksländor. Inga underarter finns listade i Catalogue of Life.